# Pep Coll
Josep Coll i Marti, mais conhecido como Pep Coll, (Pessonada, Conca de Dalt, 16 de outubro de 1949) é um escritor e crítico literário em língua catalã. Seus trabalhos já foram traduzidos para castelhano e basco. Foi um professor de literatura e língua catalã em ensino secundário.

## Trabalho publicado

### Romance
- 1989 La mula vella
- 1995 El Pont de Mahoma
- 1997 El segle de la llum
- 1999 L'abominable crim de l'Alsina Graells
- 2002 Per les valls on es pon el sol
- 2004 Els arbres amics
- 2005 El salvatge dels Pirineus
- 2008 Les senyoretes de Lourdes
- 2010 Nius
- 2013 Dos taüts negres i dos de blancs

### Ficção
- 1988 El secret de la moixernera
- 1991 Què farem, què direm?
- 1991 La bruixa del Pla de Beret
- 1994 Mi Long, el drac de la perla
- 1994 Muntanyes mig-maleïdes
- 1995 Les bruixes del Pla de Negua
- 1996 La fada del mirall
- 1998 El tresor de la nit de Nadal
- 2005 La corona de Sant Nicolau
- 2008 L'habitació de la meva germana
- 2009 El setè enemic del bosc
- 2010 Retorn a les muntanyes Maleïdes

### Histórias
- 1989 Totes les dones es diuen Maria
- 1990 L'edat de les pedres
  - Colección de lendas:
- 1986 Quan Judes era fadrí i sa mare festejava
- 1993 Muntanyes Maleïdes
- 2003 El rei de la Val d'Aran
- 2006 Mentre el món serà món
- 2012 Llegendes d'arreu de Catalunya

### Ensaios e crítica literária
- 1991 El parlar del Pallars
- 1996 Viatge al Pirineu fantàstic
- 2010 Guia dels indrets mítics i llegendaris del Pallars Sobirà
- 2012 Guia dels indrets mítics i llegendaris de la Ribagorça Romànica

### Teatro
Trabalhos não publicados, mas representado
- 2004 La morisca de Gerri
- 1997 Miracles de Santa Maria d'Àneu
- 2004 Crònica de Mur

## Prêmios e reconhecimentos[1]
- 1991 Prêmio Gran Angular de literatura juvenil: Què farem, què direm?
- 1993 Prêmio Crítica Serra d'Or de Literatura Infantil i Juvenil: Què farem, què direm?
- 1994 Prêmio Ramon Muntaner de literatura juvenil: El Pont de Mahoma
- 1996 Octavi Pellissa:El segle de la llum
- 1997 Prêmio Lola Anglada: El tresor de la Nit de Nadal
- 2005 Prêmio Sant Joan de narrativa: El salvatge dels Pirineus
- 2007 Prêmio Sant Jordi de romance: Les senyoretes de Lourdes
- 2014 Prêmio Joan Crexells de narrativa: Dos taüts negres i dos de blancs
- 2014 Prêmio de la Crítica Catalana: Dos taüts negres i dos de blancs
- 2014 Prêmio Setè Cel: Dos taüts negres i dos de blancs[2]